# 沙维尼翁
沙维尼翁（法語：Chavignon，法語發音：[ʃaviɲɔ̃]）是法国上法蘭西大區埃纳省的一个市镇，属于苏瓦松区。

## 地理
沙维尼翁（49°28'44"N, 3°31'16"E）面积11.55 平方千米，位于法国上法蘭西大區埃纳省，该省份为法国北部内陆省份，北起北部省，西接索姆省和瓦兹省，东临阿登省和马恩省，西南至塞纳-马恩省，东北部与比利时接壤。
与沙维尼翁接壤的市镇（或旧市镇、城区）包括：艾济-茹伊、沙耶瓦、梅尔略和富克罗勒、鲁瓦约库尔和谢尔韦、于尔塞勒、沃代松、帕尔尼和菲兰。

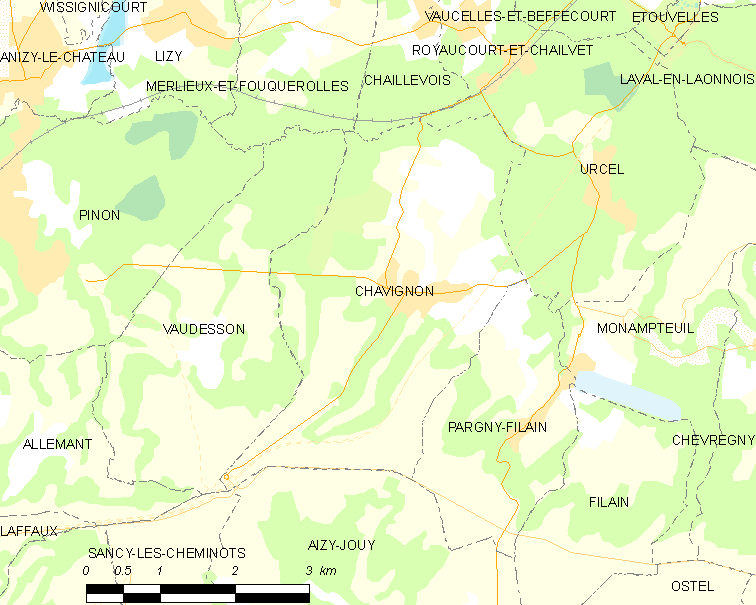
沙维尼翁的OSM定位图

沙维尼翁的时区为UTC+01:00、UTC+02:00（夏令时）。

## 行政
沙维尼翁的邮政编码为02000，INSEE市镇编码为02174。

## 政治
沙维尼翁所属的省级选区为塔德努瓦地区费尔县。

## 人口

1962-2008年间沙维尼翁人口变化图示

沙维尼翁于2022年1月1日时的人口数量为852人。